# Nagie skały
Nagie skały – czwarty album studyjny zespołu Bajm wydany w 1988 nakładem Polskich Nagrań. Przebojami z tej płyty goszczącymi na radiowych listach były „Nagie skały”, „Jezioro szczęścia”, „Męski świat”, „Ja”, „Miłość nie umiera” i „Święte miasto”. Album był promowany przez telewizyjny film muzyczny, w którym zaprezentowano poszczególne piosenki pod tytułem Sąsiedzi.
23 listopada 2002 roku wydano reedycję albumu na płycie kompaktowej ze zmienioną szatą graficzną i dwoma dodatkowymi utworami.

## Lista utworów
Strona 1
1. „Nagie skały” (muz. A. Pietras – sł. B. Kozidrak) – 4:50
2. „Męski świat” (muz. K. Joriadis – sł. B. Kozidrak) – 4:50
3. „Ogień i lód” (muz. K. Joriadis – sł. B. Kozidrak) – 3:30
4. „Miłość nie umiera” (muz. A. Pietras – sł. B. Kozidrak) – 5:20

Strona 2
1. „Święte miasto” (muz. G. Płecha – sł. B. Kozidrak) – 5:00
2. „Ja” (muz. A. Pietras – sł. B. Kozidrak) – 4:10
3. „Możemy robić to co chcesz” (muz. A. Baster – sł. B. Kozidrak) – 4:50
4. „Jezioro szczęścia” (muz. F. Dreadhunter – sł. B. Kozidrak) – 4:10

Bonusy (reedycja 2002)
1. Open Your Heart – 4:59
2. Katarzyna i księżyc – 6:12

## Teledyski
- Nagie skały
- Jezioro szczęścia

## Twórcy
- Beata Kozidrak – wokal
- Konstanty Joriadis – instrumenty klawiszowe, trąbka
- Grzegorz Płecha – gitara
- Franz Dreadhunter – gitara basowa, syntezatory w "Jezioro..."
- Alan Sors „Baster” – perkusja

gościnnie
- Piotr Nalepa – gitara

Personel
- Maria Ihnatowicz – projekt graficzny
- Harry Weinberg, Marek Czudowski – fotografia